# Ricercar Consort
El Ricercar Consort es una agrupación instrumental belga fundada en 1980 junto con el sello discográfico Ricercar de Jérôme Lejeune.
Los miembros fundadores fueron el violinista François Fernández, el organista Bernard Foccroulle y el violagambista Philippe Pierlot. El repertorio inicial se centraba en el barroco alemán y el Consort se identificaba con la serie Deutsche Barock Kantaten. En grabaciones y conciertos el Consort ha colaborado con cantantes especialistas en música barroca como Greta de Reyghere, Agnès Mellon; los contratenores Henri Ledroit, James Bowman el tenor Guy de Mey y el bajo Max van Egmond, así como el intérprete de cornetto Jean Tubéry. El consort está asociado con el Festival Bach en Vallée Mosane que se celebra en el valle del río Mosa.

## Discografía selecta
El grupo ha grabado más de 50 discos.
En la discográfica Ricercar
- 1989 – Motetti ed Arie a basso solo: Monteverdi, Brevi, Bassani, Caccini, Cazzati, Marcello. Egmond, Pierlot. (RIC 054032)
- 1999 – Deutsche Barock Kantaten
  - Vol.1: Tunder, Buxtehude, Schütz, Krieger, Bernhard, Ahle, Leopoldo I. Henri Ledroit. (RIC 034008)
  - Vol.2: Dieterich Buxtehude. James Bowman. (RIC 041016)
  - Vol.3: Cantatas for two sopranos. Tunder, Schein, Buxtehude. (RIC 046023)
  - Vol.4: Nikolaus Bruhns. Greta De Reyghere, Feldmann, Bowman, Guy de Mey, Egmond. (RIC 048035/36)
  - Vol.5: Christmas cantatas. Hammerschmidt, Selle, Schein. (RIC 060048)
  - Vol.6: Trauerkantaten / Funeral cantatas. Telemann, Boxberg, Riedel & J.S. Bach. Egmond. (RIC 079061)
  - Vol.7: Dieterich Buxtehude. (RIC 094076)
  - Vol.8: Aus der Tiefe. J.S. Bach, Balduin Hoyoul, Lupus Hellinck, Leonard Lechner. (RIC 193086-87)
  - Vol.9: Matthias Weckman. (RIC 1090097/098)
  - Vol.10: Cantatas for bass. Franz Tunder, Heinrich Schütz, Thomas Selle, J.C. Bach. Egmond. (RIC 206092)
  - Vol.11: St Matthew Passion. Johann Sebastiani. (RIC 160144)
  - Vol.12: Schütz: Die sieben Worte Jesu Christi am Kreuz SWV 478; Historia der Auferstehung Jesu Christi SWV 50. Agnes Mellon, Steve Dugardin, Mark Padmore, Paul Agnew, Stéphane van Dijck, Job Boswinkel; Pierlot. (RIC 206412)
  - Vol.13: Scheidt. Prima Pars Concertuum Sacrorum. La Fenice, Jean Tubéry; Pierlot. (RIC 206882)
- 2003 – Du Mont: Grands Motets. Carlos Mena, Arnaud Marzorati, MacLeod, Pierlot.
- 2007 – Purcell: Sonatas of III Parts; Sonatas in IV Parts. (RIC 217)
- 2007 – Ferrabosco & Byrd: Consort Music. Suzan Hamilton, Bowman, Pierlot. [Recopilación: Deutsche Barock-Weihnacht].
- 2008 – Telemann: Les plaisirs de la table. La Pastorella

En la discográfica Mirare
- 2004 – De Aeternitate. Cantatas by J.C. Bach, J.M. Bach, Bernhard, Fischer, Geist, Hasse, Hoffmann, Reincken, C. Spahn. Carlos Mena, Pierlot.
- 2005 – J.S. Bach: Actus Tragicus. Carlos Mena, Katherine Fuge, Jan Kobow, Pierlot.
- 2005 – Pergolesi: Stabat Mater. Carlos Mena, Nuria Rial, Pierlot.
- 2006 – Vivaldi: Stabat Mater. Carlos Mena, François Fernandez, Marc Hantai, Pierlot.
- 2007 – J.S. Bach: Tombeau de Sa Majesté la Reine de Pologne. Carlos Mena, Francis Jacob, Katherine Fuge, Jan Kobow, MacLeod, Pierlot.
- 2008 – Sances: Stabat Mater. Carlos Mena, Pierlot. Johann Heinrich Schmelzer, Johann Fux, Marco Antonio Ziani.
- 2009 – De Profundis. Bass cantatas by Nicolaus Bruhns, Dietrich Becker, Franz Tunder & Dietrich Buxtehude. MacLeod.
- 2009 – J.S. Bach: Aus der Tieffen. Carlos Mena, Katharine Fuge, Hans-Jörg Mammel, MacLeod, Pierlot.
- 2010 – J.S. Bach: Magnificat. Carlos Mena, Anna Zander, Hans-Jörg Mammel, Francis Jacob, MacLeod, Pierlot.